# ヒトラーの死体を奪え!
『ヒトラーの死体を奪え!』（ヒトラーのしたいをうばえ!、原題: Burial）は、ベン・パーカーが脚本・監督を務めた2022年のイギリスの戦争スリラー映画。マシュー・ジェームズ・ウィルキンソンとポール・ヒギンズがプロデュース、2022年9月2日に一般公開された。

## あらすじ
ベルリン陥落後、赤軍兵士の一団が大きなケースをモスクワまで運ぶよう命じられる。中身は不明だが、毎晩埋めるよう命じられる。ポーランドに渡った後、彼らは任務を遂行しようと試みるが、ヴェアヴォルフ部隊、現地のポーランド抵抗勢力、そして自らの部隊の反抗的な部隊と遭遇する。

## キャスト
- シャーロット・ベガ
- ハリエット・ウォルター
- トム・フェルトン
- バリー・ウォード
- ダン・レントン・スキナー
- ビル・ミルナー
- ニール・マーフィー
- クリスト・ヴィーディング
- バシュカフォレスト
- デビッド・アレクサンダー
- ヤーン・ベッコール
- タンベット・トゥイスク
- エスター・クントゥ